# ترتیوس زونگو
ترتیوس زونگو (انگلیسی: Tertius Zongo؛ زادهٔ ۱۸ مهٔ ۱۹۵۷) یک سیاست‌مدار اهل بورکینافاسو است.